# 青15號

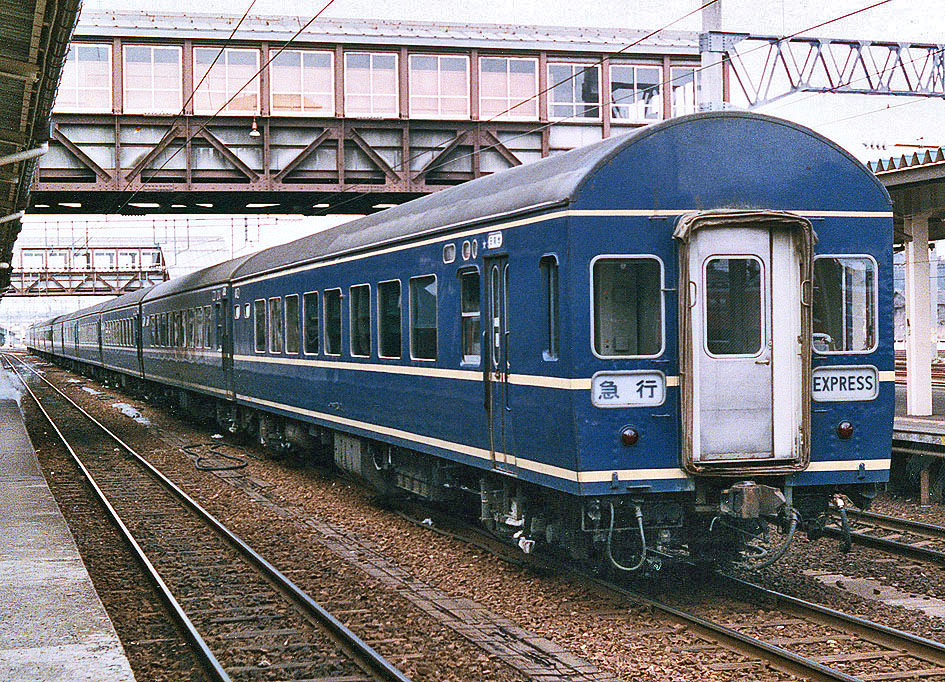
以青15號为底色的20 系列乘用车

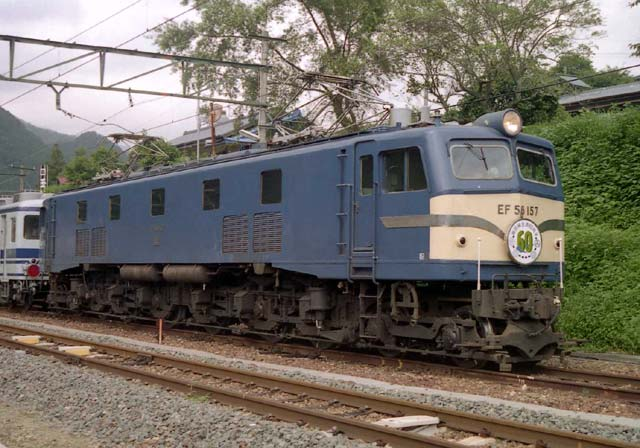
EF58型以青15號为底色

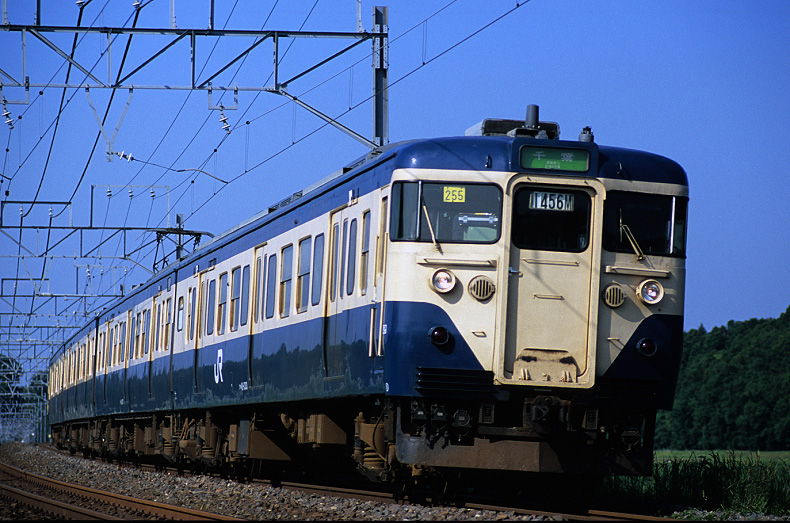
「橫須賀色」113系列火车分别涂上青15號和奶油1號

青15號是日本國鐵制定的颜色名称之一。

## 概要
JNR 部门内惯用的颜色名称是墨蓝色。孟塞尔值為「2.5PB 2.5/4.8」。